# Хакан Киримли
Хака́н Киримли́ — кримськотатарский історик, що живе в Туреччині, доктор історичних наук, професор відділення міжнародних відносин університету «Бількент» (Анкара), член правління Генерального центру товариств культури та взаємодопомоги кримських тюрків Туреччини.
Його батько — голова Кримськотатарського товариства взаємодопомоги та культури в Туреччині, державний і громадський діяч Туреччини, Президент товариства «Україна-Туреччина» Ахмед Іхсан Киримли.

## Нагороди
- Хрест Івана Мазепи (Україна, 4 вересня 2023) — за вагомий особистий внесок у зміцнення міждержавного співробітництва, підтримку державного суверенітету та територіальної цілісності України, популяризацію Української держави у світі[1]
- Відзнака Президента України — ювілейна медаль «25 років незалежності України» (22 серпня 2016) — за вагомий особистий внесок у зміцнення міжнародного авторитету Української держави, популяризацію її історичної спадщини і сучасних надбань та з нагоди 25-ї річниці незалежності України[2]